# Pârâul Adânc, Bâsca Mare
Pârâul Adânc este curs de apă afluent al râului Bâsca Mare. 

## Hărți
- Harta Turistică Covasna